# Sint-Vituskathedraal (Praag)
De Sint-Vituskathedraal (Tsjechisch: Katedrála svatého Víta) ligt in Praag, en is onderdeel van de Praagse burcht. De kerk is gewijd aan de heilige Vitus. De volledige naam van de kerk is Katedrála svatého Víta, Václava a Vojtěcha, oftewel Kathedraal van de heilige Vitus, Wenceslaus en Adalbert. De afmetingen van de kerk zijn 124 op 60 meter.
In het jaar 926 werd een eerste kerk in romaanse stijl gebouwd op deze locatie op de burchtheuvel. Keizer Karel IV gaf de opdracht om deze kerk te vervangen door wat de grootste kathedraal van Europa moest worden. De eerste steen werd in 1344 door de keizer persoonlijk gelegd. Als bouwheer was de Fransman Matthieu d'Arras aangesteld, die de bouw in de stijl van de Franse gotiek begon. Na zijn dood in 1352 werd hij als hofarchitect opgevolgd door de Duitser Peter Parler, die in Praag ook de Karelsbrug en de Týnkerk heeft ontworpen. Parler bouwde verder aan de Sint-Vitus in een Duitse gotische stijl.

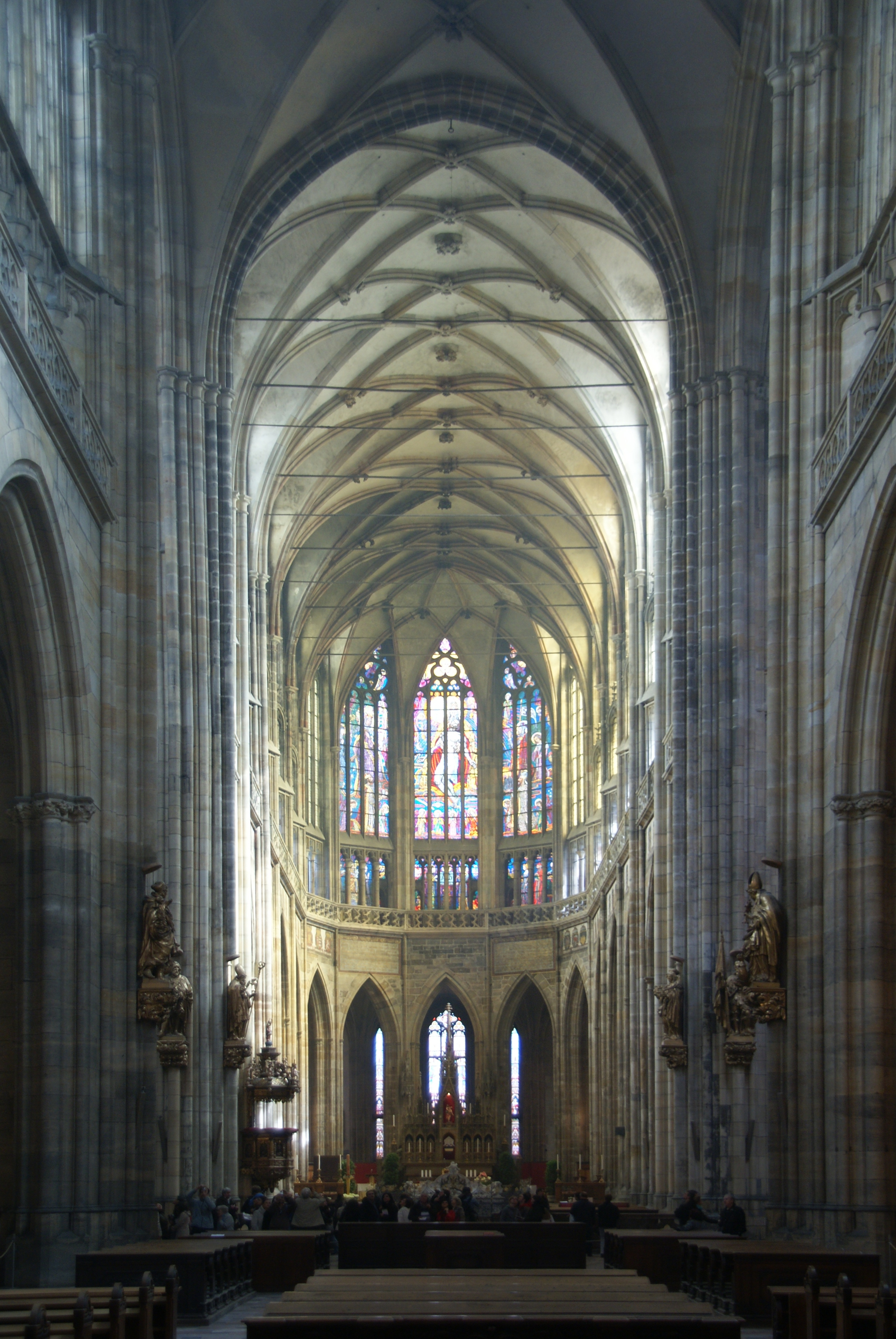
Het schip

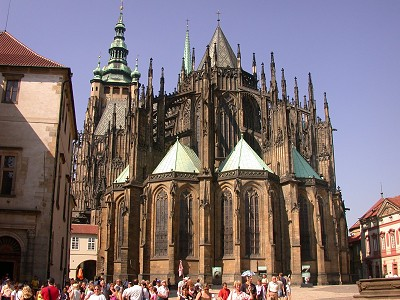
Koor van de Sint-Vituskathedraal

Na zijn dood in 1399 werd Parlers werk overgenomen door andere architecten. Ongeveer 600 jaar werd aan de Sint-Vituskathedraal gebouwd. De kathedraal is (mede daarom) in verschillende stijlen gebouwd: de bouw begon in 1344 met de gotische stijl. Laatgotische elementen werden er vooral onder de Jagiello-koning Vladislav II (1471-1516) aan toegevoegd. De huidige aanblik is te herleiden tot de bouwactiviteiten van keizerin Maria Theresia. Ze liet de burcht in 1753 grondig renoveren en paste de uiterlijke verschijningsvorm aan aan het Weense classicisme. Ten tijde van het opkomend Tsjechische nationalisme in de 19e eeuw werd de bouw hervat; uit deze periode dateert het schip. Er is tot 1929 gewerkt aan de voltooiing van de Sint-Vitus. Als laatste kwam het tweetorenfront gereed.
De invloed van de barok, bij uitstek de bouwstijl die gezichtsbepalend is voor Praag, is bij de Sint-Vitus beperkt gebleven tot het bovendeel van de grote zuidelijke toren. Verder valt de grote hoeveelheid versieringen op in de vorm van beeldhouwwerken op 30 meter hoogte. Het mozaïek boven een van de toegangspoorten beeldt het laatste oordeel uit. Behalve Jezus en Johannes de Doper zijn ook enkele Boheemse heiligen hierop afgebeeld. Ook is hier veel goud in verwerkt. Een invloed van de 20e eeuw zijn de gebrandschilderde en in de glas-in-loodramen links. Een ervan is gemaakt door de Tsjechische jugendstilkunstenaar Alfons Mucha. Rechtsachter in de kerk bevindt zich in een afgeschermde ruimte de kapel van de heilige koning Wenceslaus, in Tsjechië Václav genoemd. Zijn tombe staat in het midden omringd door 14e-eeuws mozaïek ingelegd met edelstenen, en 168e-eeuwse schilderingen. Ook de patroonheilige van de kerk, de heilige Vitus, ligt hier begraven. Zijn overblijfselen liggen in het midden van de kerk in een zilveren kist. Het achterste gedeelte van de kerk is niet gratis te bekijken. Te zien zijn daar onder andere het Sint-Vitusaltaar, de relikwieënkapel en het hoofdaltaar. Min of meer als handtekening hangt er in de kerk ook de buste van Peter Parler zelf.
De Sint-Vituskathedraal heeft drie torens. De twee westelijke torens worden met hun 88 meter nog met 11 meter overtroffen door de hoofdtoren aan de zuidzijde (niet toegankelijk). Vanaf de hoofdtoren luidt bij bijzondere gelegenheden de grootste klok van Bohemen: 17 ton zwaar, 2 meter hoog, doorsnede 2,5 meter. De Sint-Vituskathedraal is het belangrijkste sacrale bouwwerk van de stad, ook vroeger, toen de Boheemse koningen in de 124 meter lange en 34 meter hoge domkerk gekroond werden. Hier bevinden zich ook de koningsgraven. Onder anderen liggen hier dochters van keizerin Maria Theresia.
Binnen de Praagse burcht staan veel meer kerken, alleen al binnen 150 meter van de Sint-Vituskathedraal bevinden zich vier andere kerken. De bekendste hiervan is de Sint-Jorisbasiliek.

## Fotogalerij

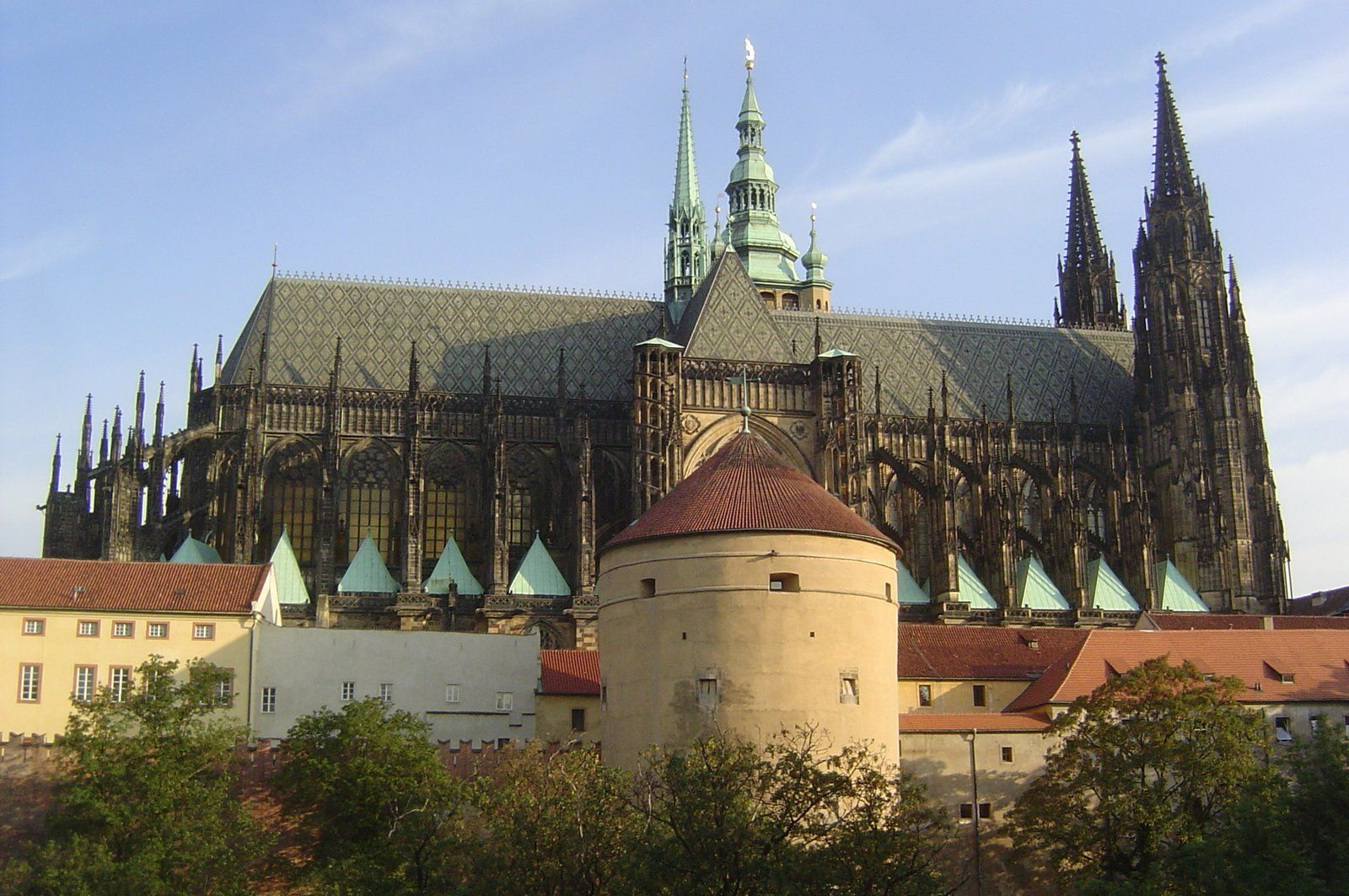
Noordzijde
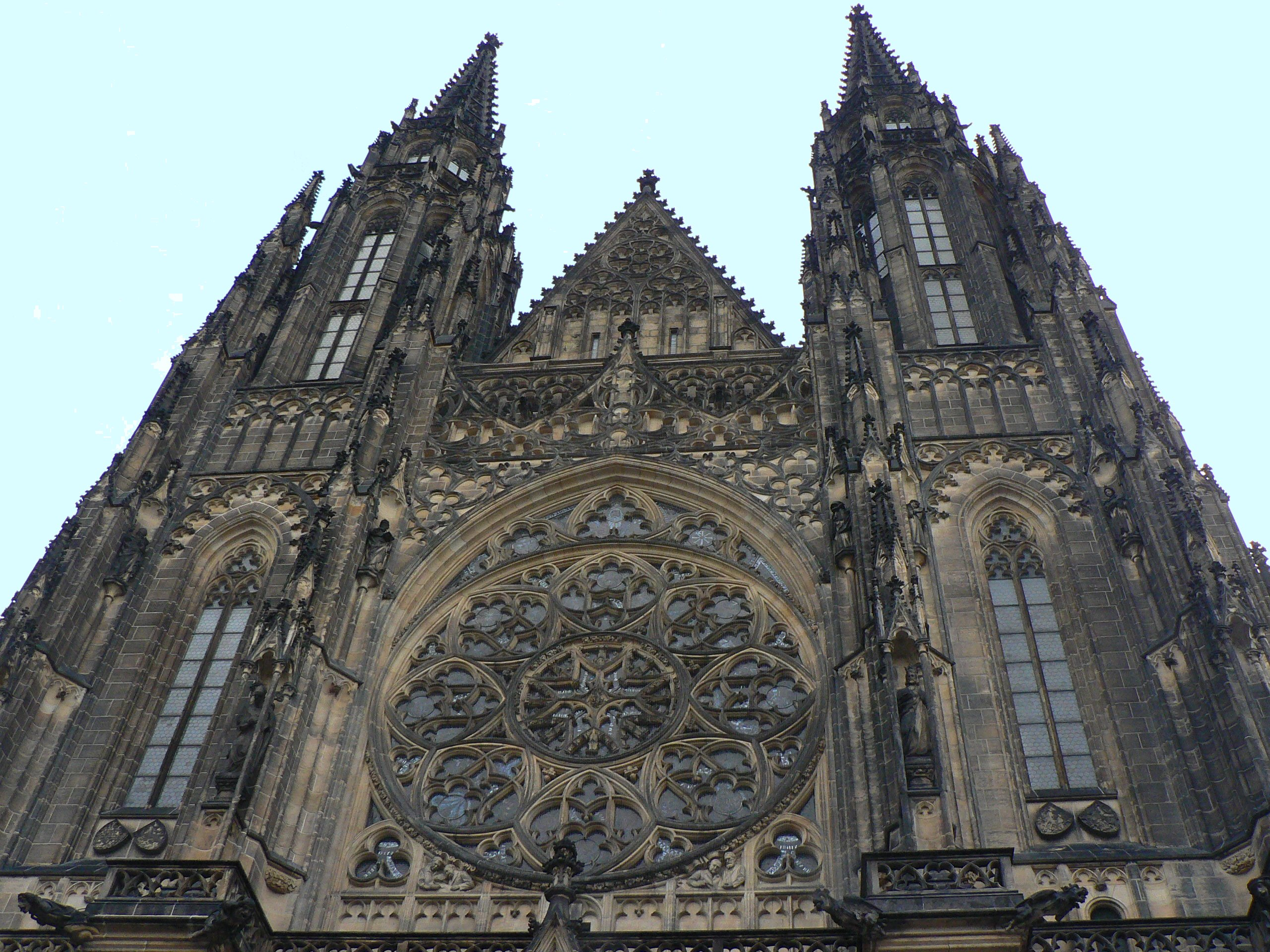
Westzijde
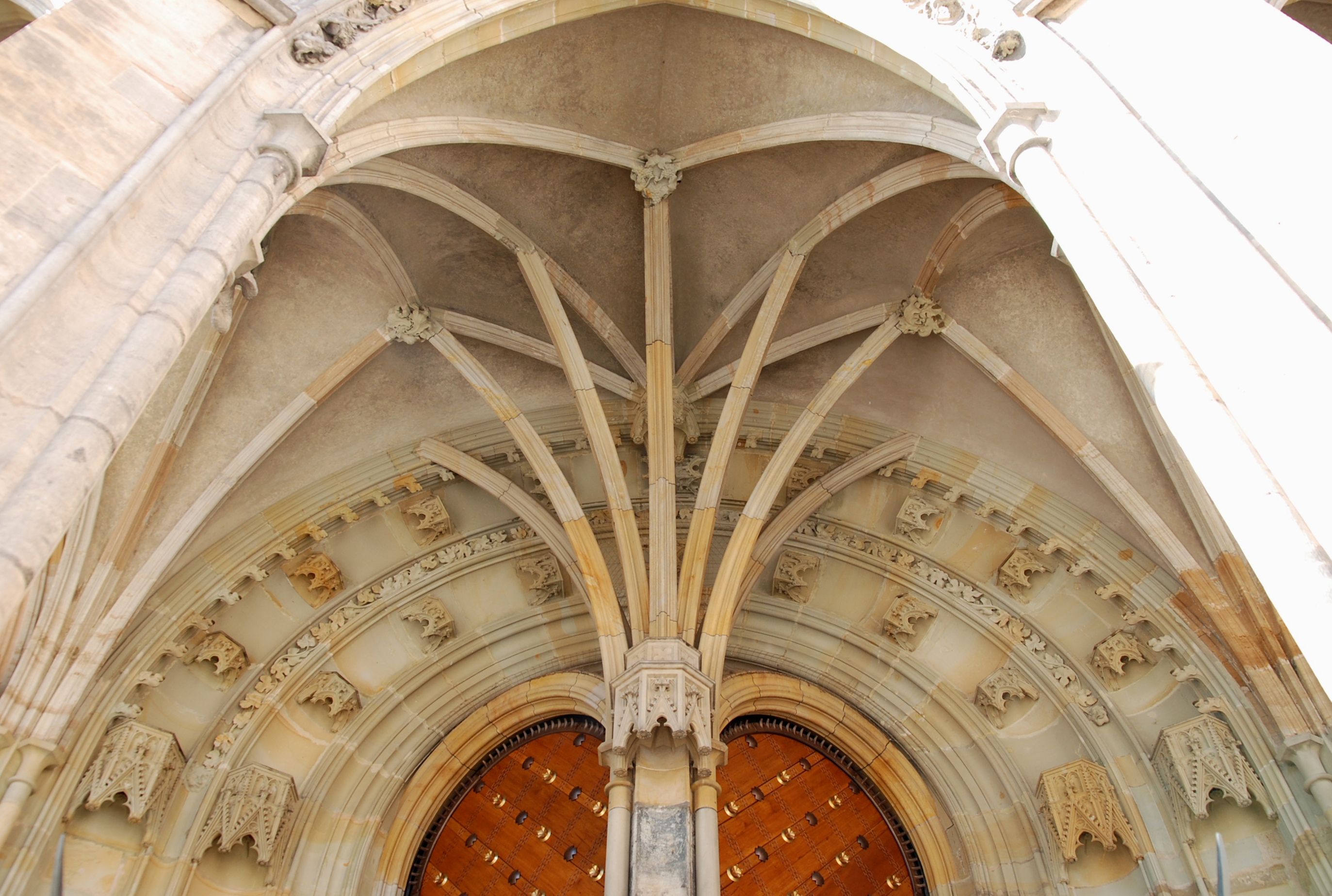
Gouden Portaal
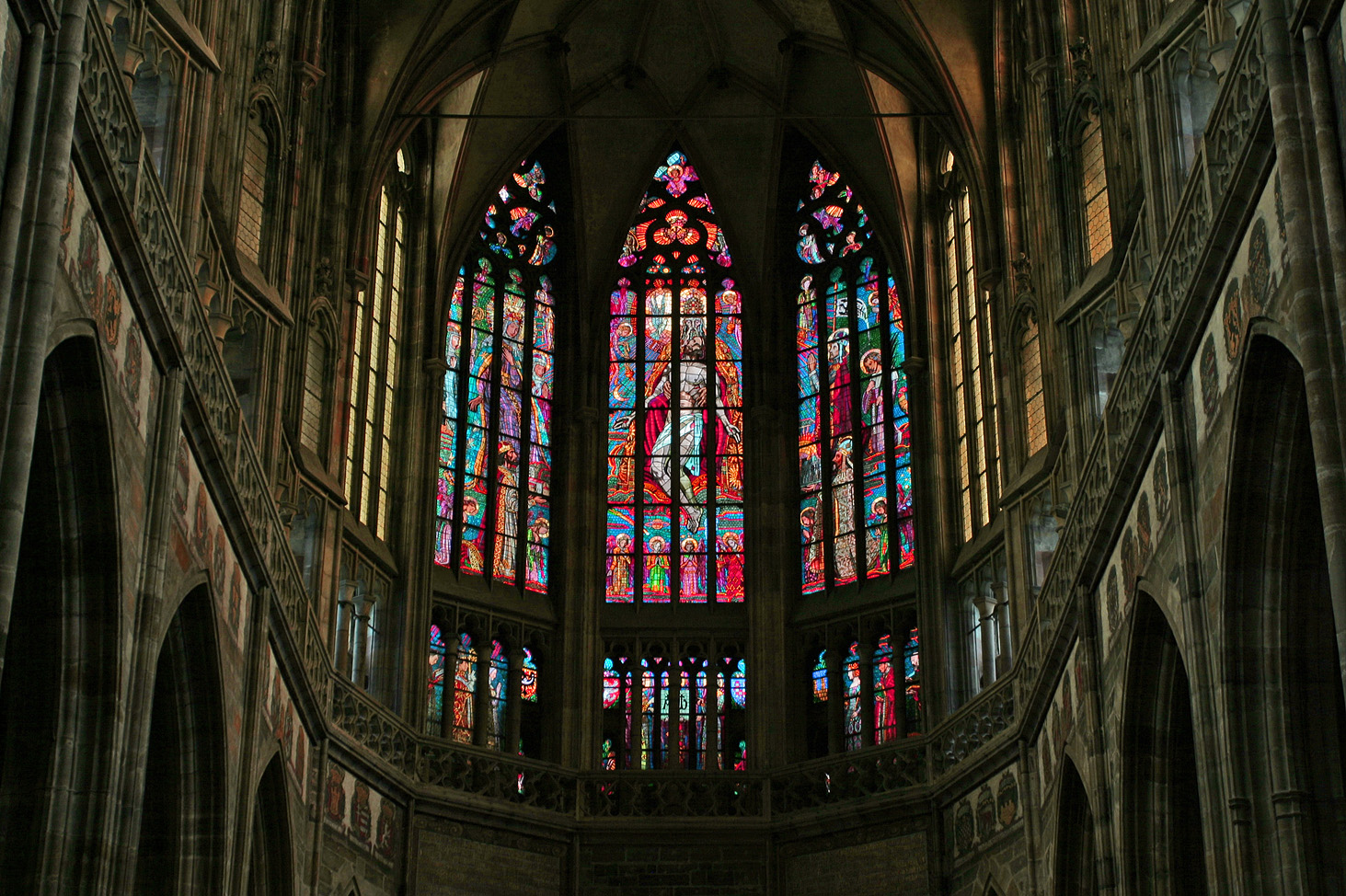
Glas in lood
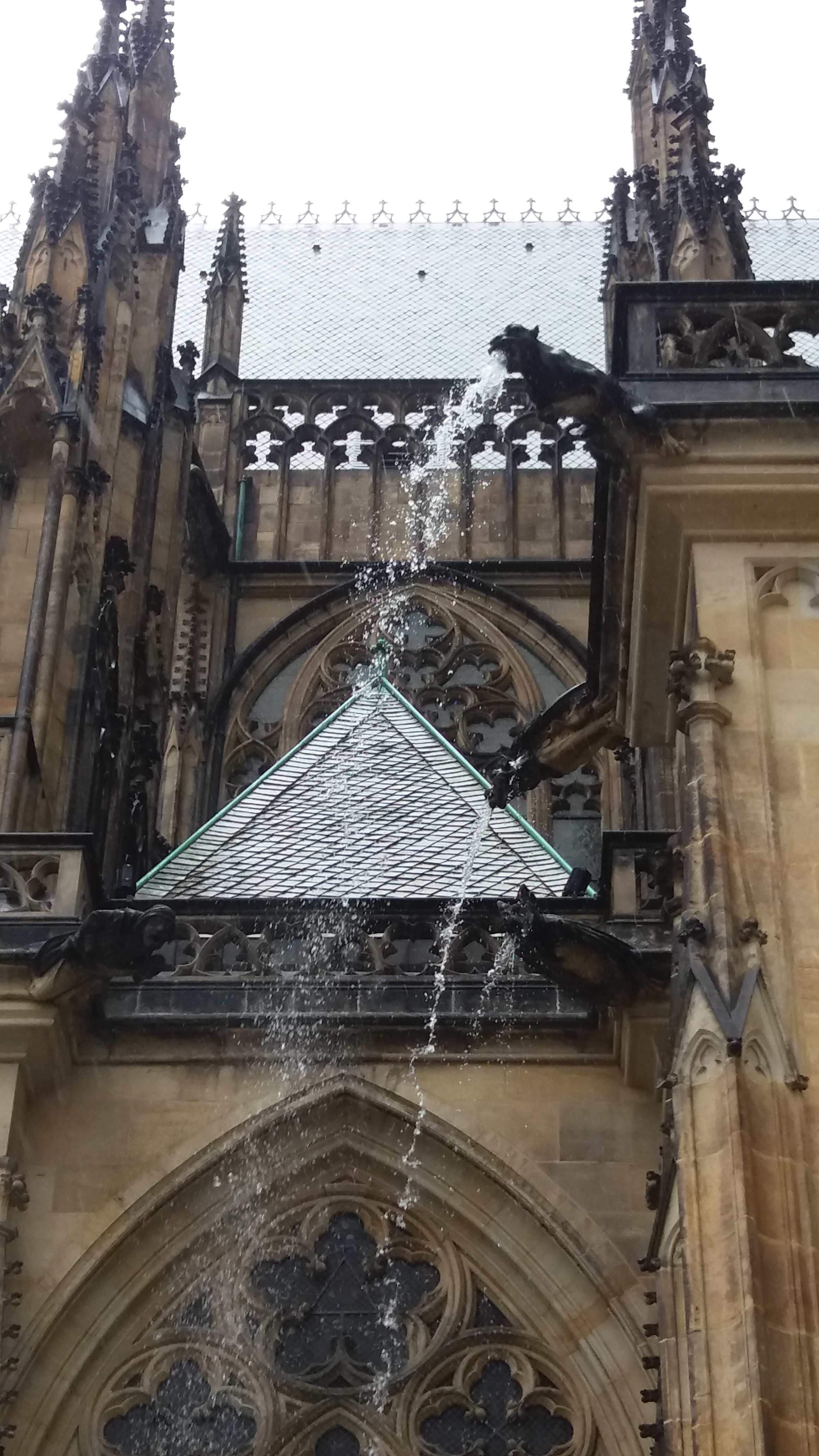
Spuwende gargouille